# Михайлова, Екатерина Николаевна
Екатери́на Никола́евна Миха́йлова (13 (25) ноября 1897, станица Левокумская, Ставропольская губерния, Российская империя—31 января 1952, город Москва, СССР) — русский советский литературовед.

## Биография
Родилась 13 (25) ноября 1897 года в станице Левокумская Ставропольской губернии Российской империи.
В 1920 году вступила в Коммунистическую партию Советского союза.
Печатается с 1930 года.
В 1932 году окончила Институт красной профессуры, расположенный в Москве.
В 1930—1937 годах преподавала русскую литературу в московских высших учебных заведениях.
С 1937 по 1941 год — учёный секретарь редакции Литературной энциклопедии.
В 1941—1952 годах руководила сектором русской советской литературы Института мировой литературы имени А. М. Горького АН СССР.
Скончалась 31 января 1952 года в Москве.

## Труды
- Михайлова, Е. Н. Творческий путь Лермонтова // Литература в школе : перодич. издание — М., 1939. — № 5[1].
- Михайлова, Е. Н. Идея личности у Лермонтова и особенности её художественного воплощения // Жизнь и творчество М. Ю. Лермонтова : сборник. — М., 1941[1].
- Михайлова, Е. Н. Герой и типичные обстоятельства литературы в социалистическом обществе // Учёные записки МГПИ им. В. П. Потёмкина / Московский городской педагогический институт имени В. П. Потёмкина. — М., 1953. — Т. 20. — Вып. 2[1].
- Михайлова, Е. Н. Проза Лермонтова. — М., 1957[1].